# 1895
1895 (MDCCCXCV) var ett normalår som började en tisdag i den gregorianska kalendern och ett normalår som började en söndag i den julianska kalendern.

## Händelser

### Februari
- 12 februari – Japan erövrar den kinesiska fästningen Weihaiwei och resten av den kinesiska flottan hamnar i Japans händer.

### Mars
- 8–9 mars – USA skickar soldater till Colombia för att skydda amerikanska intressen då en bandithövding anfaller staden Bocas del Toro.[1]
- 22 mars – Bröderna Lumière anordnar den första allmänna visningen av rörliga bilder.

### April
- 4 april – Operakällaren invigs i Stockholm.
- 17 april – Kina kapitulerar till Japan och Li Hongzhang undertecknar Shimonosekifördraget. Kina erkänner Koreas självständighet, avstår Pescadorerna, Formosa (Taiwan) och södra Liaodonghalvön med Port Arthur samt betalar ett krigsskadestånd. Frankrike, Ryssland och Tyskland ingriper och tvingar i november Japan att avstå från Liaodonghalvön.

### Maj
- 15 maj – Den första elektriska järnvägen i Sverige, Djursholmsbanan, invigs.[2]

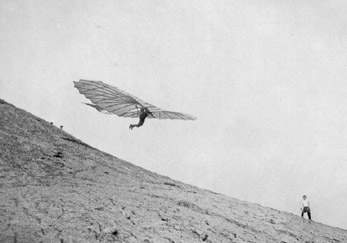
Otto Lilienthal genomför ett glidflygningsexperiment utanför Berlin, 29 maj 1895

### Juni
- 5 juni – I Ecuador kommer liberalerna till makten.

### Juli
- 1 juli – Sju personer omkommer vid ett blixtnedslag i en ängslada i Bäckaryd utanför Hamneda.[3]
- 13 juli–7 augusti – Parlamentsval i Storbritannien. Unionisterna – Konservativa partiet i allians med Liberal Unionist Party – vinner en stor majoritet över Liberal Party. Lord Salisbury blir ny premiärminister.

### Augusti
- augusti – Den första kvinnokonferensen för afroamerikanska kvinnor, First National Conference of the Colored Women of America, hålls i USA och blir startpunkten för organiserad svart feminism.

### Oktober
- 8 oktober – Drottning Min Myongsong mördas av japanska agenter i en planerad attack på det kungliga palatset i Seoul. Våldsamma antijapanska demonstrationer följer över hela Korea.
- 30 oktober – Svenska Idrottsförbundet bildas.

### November
- 1 november – Världens första filmvisning äger rum.

### December

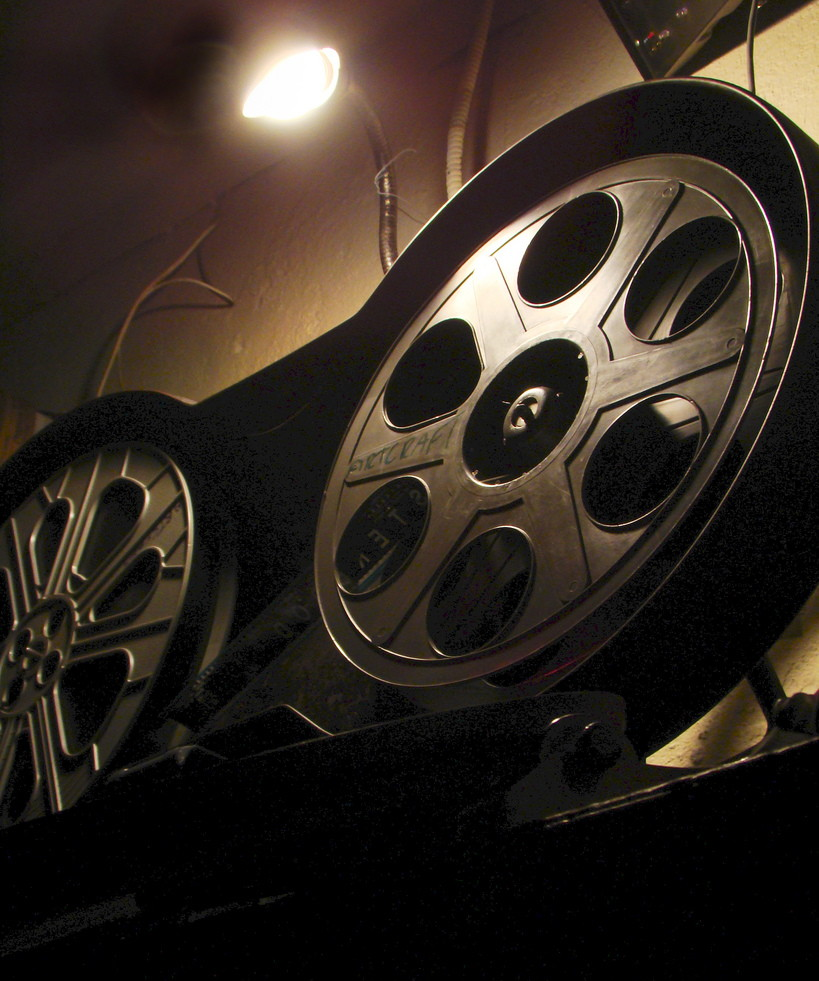
1895 är filmens genombrottsår.

- 28 december – Världens första filmvisning för publik äger rum.
- 31 december
  - För första gången läses lord Alfred Tennysons dikt Nyårsklockan på Skansen, denna gång av Nicklas Bergendahl.
  - Salpetersjuderistaten i Sverige (organisation för framställning av salpeter till krut för det svenska försvaret) avvecklas.[4]

### Okänt datum
- Det svenska Lantmannapartiet återförenas, eftersom arbetarrörelsen blir alltmer organiserad och bönderna därför åter går samman.
- Tullen mellan Sverige och Norge avskaffas, då man från svenskt håll menar, att den har varit till Norges fördel.
- I Stockholm inleds ett experiment, där grisar får äta av hushållsavfallet på Lövsta renhållningsstation. Tanken är att de sedan ska kunna säljas som fläsk till staden, men experimentet går inte bra, varför det läggs ner 1899.
- Wilhelm Röntgen upptäcker röntgenstrålningen.
- Guglielmo Marconi genomför sitt första framgångsrika försök med trådlös telegrafi.[5]

## Födda

### Första kvartalet

#### Januari
- 1 januari – J. Edgar Hoover, amerikansk FBI-chef. (död 1972)
- 2 januari – Folke Bernadotte, svensk arméofficer, rödakorsledare och diplomat. (död 1948)
- 21 januari – Cristóbal Balenciaga, spansk modeskapare. (död 1972)
- 23 januari – Harry Darby, amerikansk republikansk politiker och industrialist, senator 1949–1950. (död 1987)
- 26 januari – Elna Gistedt, svensk skådespelare. (död 1982)
- 30 januari – Wilhelm Gustloff, tysk nazistisk politiker och meteorolog. (död 1936)

#### Februari
- 2 februari – Friedrich Jeckeln, tysk nazistisk politiker, SS-Obergruppenführer. (död 1946)
- 5 februari – Berit Spong, svensk författare. (död 1970)
- 6 februari
  - Robert M. La Follette Jr., amerikansk politiker, senator 1925–1947. (död 1953)
  - Babe Ruth, amerikansk basebollspelare. (död 1948)
- 8 februari – King Vidor, amerikansk regissör, manusförfattare och filmproducent. (död 1982)
- 14 februari – Wilhelm Burgdorf, tysk militär. (död 1945)
- 18 februari – Hermann Florstedt, tysk SS-officer, kommendant i Majdanek. (död 1945)
- 25 februari – Einar Axelsson, svensk skådespelare. (död 1971)

#### Mars
- 2 mars – Tage Aurell, svensk-norsk författare och manusförfattare.  (död 1976)
- 3 mars – Matthew Ridgway, amerikansk militär. (död 1993)
- 10 mars – Axel Witzansky, svensk balettdansör, skådespelare, teaterpedagog och koreograf. (död 1968)
- 11 mars – Shemp Howard, amerikansk skådespelare. (död 1955)
- 28 mars – Christian Herter, amerikansk republikansk politiker, USA:s utrikesminister 1959–1961. (död 1966)
- 29 mars – Ernst Jünger, tysk författare. (död 1998)
- 31 mars – John J. McCloy, amerikansk jurist och bankman, chef för Världsbanken 1947–1949. (död 1989)

### Andra kvartalet

#### April
- 1 april – Gustaf Edgren, svensk regissör, manusförfattare och producent. (död 1954)
- 3 april – Luigi Traglia, italiensk kardinal. (död 1977)
- 9 april – Knut Burgh, svensk skådespelare. (död 1965)
- 11 april – Nils Dahlström, svensk skådespelare och filmproducent. (död 1945)
- 12 april – Robert Mulka, tysk SS-officer, dömd krigsförbrytare. (död 1969)
- 17 april – Elsa Hofgren, svensk skådespelare. (död 1990)
- 19 april
  - Harry Kelly, amerikansk republikansk politiker, guvernör i Michigan 1943–1947. (död 1971)
  - Marga Riégo, svensk skådespelare. (död 1949)
- 26 april – Asta Wickman, svensk översättare av ryskspråkig litteratur. (död 1983)

#### Maj
- 1 maj – Nikolaj Jezjov, sovjetisk politiker och chef för NKVD. (död 1940)
- 5 maj – Henrik Bentzon, dansk skådespelare. (död 1971)
- 6 maj
  - Rudolph Valentino, italiensk skådespelare. (död 1926)
  - Fidél Pálffy, ungersk adelsman och nazist. (död 1946)
- 9 maj – Richard Barthelmess, amerikansk skådespelare. (död 1963)
- 12 maj – Jiddu Krishnamurti, indisk filosof. (död 1986)
- 13 maj – William B. Umstead, amerikansk demokratisk politiker, guvernör i North Carolina 1953–1954. (död 1954)
- 15 maj
  - Prescott Bush, amerikansk senator för delstaten Connecticut och affärsman. (död 1972)
  - Astrid Zachrison, äldst i Sverige och sjunde äldst i världen vid sin död. (död 2008)
- 18 maj – John Melin, svensk skådespelare. (död 1966)
- 29 maj – Heikki Aho, finländsk fotograf och dokumentärfilmare. (död 1961)

#### Juni
- 1 juni
  - Tadeusz Bór-Komorowski, polsk militär ledare, motståndskämpe, premiärminister i den polska exilregeringen i London 1947–1949. (död 1966)
  - Eljas Erkko, finländsk diplomat, journalist och piolitiker, Finlands utrikesminister 1938–1939. (död 1965)
- 4 juni – Dino Grandi, italiensk fascistisk politiker, Italiens utrikesminister 1929–1932. (död 1988)
- 12 juni – Buckminster Fuller, amerikansk formgivare, arkitekt, uppfinnare och författare. (död 1983)
- 17 juni – Ruben Rausing, svensk företagare, grundare av Tetra Pak. (död 1983)
- 21 juni – John Wesley Snyder, amerikansk politiker, USA:s finansminister 1946–1953. (död 1985)

### Tredje kvartalet

#### Juli
- 8 juli – James P. McGranery, USA:s justitieminister 1952–1953. (död 1962)
- 9 juli – Wiveka Alexandersson, svensk skådespelare. (död 1983)
- 10 juli – Carl Orff, tysk kompositör och pedagog. (död 1982)
- 14 juli
  - Walther Darré, tysk nazistisk politiker. (död 1953)
  - F.R. Leavis, brittisk litteraturkritiker och författare. (död 1978)
- 15 juli – Hans-Georg von Friedeburg, tysk sjömilitär. (död 1945)
- 17 juli – Nils Ohlin, svensk skådespelare och instrumentmakare. (död 1958)
- 18 juli – Machine Gun Kelly, amerikansk gangster. (död 1954)
- 20 juli
  - László Moholy-Nagy, ungersk skulptör, målare, formgivare och fotograf. (död 1946)
  - W. Chapman Revercomb, amerikansk republikansk politiker, senator 1943–1949 och 1956–1959. (död 1979)
- 29 juli – Ibe Brekke, norsk skådespelare. (död 1978)

#### Augusti
- 24 augusti – Curt Björklund, svensk arkitekt. (död 1958)
- 30 augusti
  - Sardar Hukam Singh, indisk politiker, talman i Lok Sabha 1962–1967. (död 1983)
  - Gärda Svensson, svensk riksdagsledamot. (död 1985)

#### September
- 6 september – Walter Dornberger, tysk militär och ingenjör. (död 1980)
- 9 september – Bengt Idestam-Almquist, svensk författare, journalist, filmkritiker, filmhistoriker och manusförfattare. (död 1983)
- 11 september – Uno Henning, svensk skådespelare. (död 1970)
- 14 september
  - Robert A. Lovett, amerikansk affärsman och politiker, USA:s försvarsminister 1951–1953. (död 1986)
  - Clas Ohlson, grundare av Clas Ohlson. (död 1979)
- 21 september – Juan de la Cierva, spansk flygpionjär. (död 1936)
- 22 september
  - Elmer Austin Benson, amerikansk politiker. (död 1985)
  - Paul Muni, amerikansk skådespelare. (död 1967)
  - Adolf Schütz, svensk manusförfattare. (död 1974)
- 26 september
  - Oskar Dirlewanger, tysk SS-officer. (död 1945)
  - Jürgen Stroop, tysk SS-officer. (död 1952)
- 28 september – Prentice Cooper, amerikansk demokratisk politiker och diplomat, guvernör i Tennessee 1939–1945. (död 1969)
- 30 september – Albert Francis Hegenberger, amerikansk militär och flygare. (död 1983)

### Fjärde kvartalet

#### Oktober
- 2 oktober – Bud Abbott, amerikansk skådespelare och komiker. (död 1974)
- 4 oktober – Buster Keaton, amerikansk stumfilmsskådespelare och filmmakare. (död 1966)
- 8 oktober
  - Juan Perón, arméöverste och president i Argentina 1946–1955 och 1973–1974. (död 1974)
  - Ahmet Zogu, albansk politiker och monark, primärminister 1922–1924 och 1925–1928, president 1925–1928 och senare kung (som Zog I) 1928–1939. (död 1961)
- 10 oktober
  - Finn Lange, norsk skådespelare. (död 1976)
  - Fridolf Rhudin, svensk skådespelare. (död 1935)
- 21 oktober – Edna Purviance, amerikansk skådespelare. (död 1958)
- 24 oktober – John Norrman, svensk kompositör. (död 1979)
- 25 oktober – Levi Eshkol, Israels premiärminister 1963–1969. (död 1969)
- 30 oktober – Dickinson W. Richards, amerikansk fysiolog, nobelpristagare. (död 1973)
- 31 oktober – Basil Liddell Hart, brittisk officer och militärhistoriker. (död 1970)

#### November
- 13 november – Edward L. Alperson, amerikansk filmproducent och filmbolagsdirektör. (död 1969)
- 14 november
  - Walter Jackson Freeman, amerikansk lobotomist. (död 1972)
  - Frank J. Lausche, amerikansk demokratisk politiker och jurist. (död 1990)
- 16 november – Paul Hindemith, tysk kompositör. (död 1963)
- 19 november – Leif Sinding, norsk regissör och manusförfattare. (död 1985)
- 29 november – Busby Berkeley, amerikansk filmregissör, koreograf och skådespelare. (död 1976)

#### December
- 3 december – Anna Freud, österrikisk-brittisk psykoanalytiker. (död 1982)
- 4 december
  - Ragnar Arvedson, svensk regissör, manusförfattare, producent och skådespelare. (död 1973)
  - Fritiof Nilsson Piraten, svensk författare. (död 1972)
- 8 december – Sven Jerring, svensk radioman. (död 1979)
- 9 december – Dolores Ibárruri, spansk politiker. (död 1989)
- 10 december – Rosa Tillman, svensk skådespelare. (död 1975)
- 14 december
  - Paul Éluard, fransk poet. (död 1952)
  - Georg VI, kung av Storbritannien 1936–1952 och av Irland 1936–1949. (död 1952)
- 16 december – Martin Luther, tysk nazistisk politiker. (död 1945)
- 17 december
  - Rolf Lindquist, svensk militär. (död 1944)
  - Guido Valentin, svensk journalist, redaktör, tidningsman, författare och manusförfattare. (död 1952)
- 22 december – Roar Colbiørnsen, norsk barnboksförfattare. (död 1987)
- 24 december – Noel Streatfeild, brittisk författare. (död 1986)

## Avlidna

### Första kvartalet

#### Januari

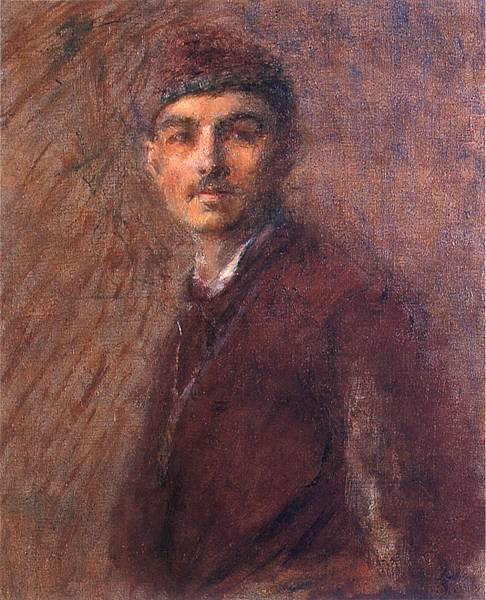
Den polske målaren och tecknaren Władysław Podkowiński avled den 5 januari, 28 år gammal.

- Den polske målaren och tecknaren Władysław Podkowiński avled den 5 januari, 28 år gammal. 5 januari – Władysław Podkowiński, 28, polsk målare och tecknare.
- 8 januari – Karl Haushofer, 55, tysk mineralog.
- 10 januari
  - Wilhelm Arndt, 56, tysk historiker.
  - Benjamin Godard, 45, fransk kompositör.
- 15 januari
  - Stephen F. Chadwick, 69, amerikansk demokratisk politiker, guvernör i Oregon 1877–1878.
  - Charlotte Guest, 82, brittisk lingvist och industrialist.
- 19 januari
  - Moriz Carrière, 77, tysk filosof.
  - Adolf Wilhelm Roos, 70, finlandssvensk politiker, generalpostdirektör i Sverige 1867–1889.
- 21 januari – Charles Secrétan, 80, schweizisk filosof.
- 22 januari – Carl Johan Bergman, 77, svensk skolman och riksdagsman.
- 24 januari – Randolph Churchill, 45, brittisk politiker (tory), finansminister 1886–1887.
- 26 januari
  - Arthur Cayley, 73, brittisk matematiker.
  - Nikolaj von Giers, 74, rysk diplomat.
  - Theodor Kliefoth, 85, tysk teolog.
  - Gaston de Saporta, 71, fransk paleontolog.
- 29 januari – Charles Frédéric Girard, 72, fransk läkare och biolog.
- 30 januari – Hermann Gruson, 73, tysk industrialist.
- 31 januari – Ebenezer R. Hoar, 78, amerikansk jurist och republikansk politiker.

#### Februari
- 4 februari – Mahlon Dickerson Manson, 74, amerikansk demokratisk politiker och militär, kongressledamot 1871–1873.
- 24 februari – Olof Rönnberg, 58, svensk politiker.

#### Mars
- 2 mars – Ismail Pascha, 63, khediv av Egypten.
- 5 mars – Sir Henry Creswicke Rawlinson, 84, engelsk arkeolog och kilskriftstolkare.
- 6 mars – Gustaf Lagerbjelke, 77, svensk greve, ämbetsman och politiker.
- 10 mars – Charles Frederick Worth, 69, brittisk modeskapare.
- 13 mars – Louise Otto, 75, tysk kvinnorättsaktivist.
- 14 mars – Theodor Berg, 86, svensk militär, disponent, kommunalordförande och riksdagsman.
- 18 mars – John P. Leedom, 47, amerikansk demokratisk politiker, kongressledamot 1881–1883.

### Andra kvartalet

#### April
- 7 april – James L. Kemper, 71, amerikansk jurist, militär och politiker, guvernör i Virginia 1874–1878.
- 12 april – Johan De la Gardie, 43, svensk godsägare och riksdagsman.
- 18 april – Robert C. Wickliffe, 76, amerikansk demokratisk politiker, guvernör i Louisiana 1856–1860.
- 22 april – James F. Wilson, 66, amerikansk republikansk politiker.
- 28 april – Carl Thiersch, 73, tysk kirurg.
- 30 april – Gustav Freytag, 78, tysk författare.

#### Maj
- 17 maj – Peter Hardeman Burnett, 87, amerikansk politiker.
- 19 maj – José Martí, 42, kubansk politiker, journalist, filosof och poet.
- 21 maj – Franz von Suppé, 76, österrikisk tonsättare.
- 24 maj – Hugh McCulloch, 86, amerikansk republikansk politiker, USA:s finansminister 1865–1869 och 1884–1885.
- 28 maj – Walter Q. Gresham, 63, USA:s utrikesminister.
- 30 maj – Carl Gustaf Engström, 56, svensk godsägare och riksdagsman.

#### Juni
- 27 juni – Sophie Adlersparre, 71, svensk friherrinna, pionjär inom den svenska kvinnorörelsen.
- 30 juni – William F. Parrett, 69, amerikansk demokratisk politiker, kongressledamot 1889–1893.

### Tredje kvartalet

#### Juli
- 1 juli – Theodor von Hörmann, 54, österrikisk målare.
- 19 juli – Gustav Engel, 71, tysk musikolog.
- 22 juli – Carl Gustaf von Essen, 80, finländsk teolog.

#### Augusti
- 5 augusti – Friedrich Engels, 74, tysk socialist och författare.
- 16 augusti – Samuel B. Maxey, 70, amerikansk demokratisk politiker och general, senator 1875–1887.

#### September
- 8 september – Adam Opel, 58, tysk grundare av bilföretaget Opel.
- 21 september – Viktor Rydberg, 66, svensk författare, skald, journalist, språkvårdare, religionsfilosof och kulturhistoriker.
- 28 september – Louis Pasteur, 72, fransk kemist och biolog.

### Fjärde kvartalet

#### Oktober
- 14 oktober – Otto Engelke, 80, svensk industriman.
- 22 oktober – Johannes Jonson, 72, svensk hemmansägare och riksdagsman.

#### November
- 10 november – Alexandru Odobescu, 61, rumänsk arkeolog, historiker, författare och politiker.
- 21 november – Otto Evens, 69, dansk skulptör.
- 27 november – Alexandre Dumas d.y., 71, fransk författare.

#### December
- 12 december – Allen G. Thurman, 82, amerikansk demokratisk politiker och jurist, senator 1869–1881.

### Fotnoter
1. ↑  ”USA:s militära insatser i utlandet 1798-2004”. Arkiverad från originalet den 9 december 2013. https://web.archive.org/web/20131209174005/http://www.history.navy.mil/library/online/forces.htm. Läst 30 januari 2011.
2. ↑  Järnväg Arkiverad 15 januari 2014 hämtat från the Wayback Machine.
3. ↑  ”Här skedde största blixtolyckan - 125 år sedan sju personer miste livet i Bäckaryd”. Smålänningen. 20 juni 2020. https://www.smalanningen.se/artikel/har-skedde-storsta-blixtolyckan-125-ar-sedan-sju-personer-miste-livet-i-backaryd. Läst 28 november 2024.
4. ↑  Svensk uppslagsbok
5. ↑  75 år Sverige, Carl-Adam Nycop, Bokförlaget Bra böcker, 1976, sidan 55 – Kristallen den fina